# Rocío Quillahuaman Terrazas
Rocío Quillahuaman Terrazas   (Lima, 1994) és una il·lustradora peruana, establerta amb la seva família a Barcelona d'ençà del 2005 quan tenia onze anys. Ha treballat en diversos sectors del món audiovisual des que es va graduar: producció audiovisual, redacció i edició de vídeo per a diverses empreses de comunicació com Playground, Grupo Zeta i Gestmusic. També es dedica a fer animacions humorístiques per al seu compte d'Instagram, i per a Yorokobu i Amazon Prime Video. A més, ha col·laborat amb marques com Primavera Sound, Nike, Filmin i d'altres. El 2024 va ser resident a la Reial Acadèmia d'Espanya a Roma, on va fer el seu primer curtmetratge d'animació.

## Obra publicada
- Marrón (en castellà).  Barcelona: Blackie Books, 2022. ISBN 978-84-19172-55-6.[5]